# Bolivian Stock Exchange
La Bolivian Stock Exchange (BBV) è la principale borsa valori della Bolivia ed ha sede nella capitale La Paz; i fondatori della Borsa boliviana includevano Ernesto Wende, Oscar Parada, Gastón Guillén, Gastón Mujía, José Crespo, Luis Ergueta e Chirveches. Il Presidente della Confederazione dei datori di lavoro privati della Bolivia (CEPB), Marcelo Pérez Monasterios (in seguito Ambasciatore boliviano negli Stati Uniti), ha convocato una riunione per designare un commissione per aiutare a fondare la borsa valori, e il progetto fu lanciato il 19 aprile 1979 con il nome di Bolsa Boliviana de Valores (Borsa Valori Boliviana). La BBV iniziò con un capitale di 1.420.000 B$ (peso boliviano, moneta legale valida fino al 1987) e con 71 azionisti. Dopo la sua costituzione, il primo Consiglio generale degli azionisti approvò gli statuti della società e nominò Don Ernesto Wende Frankel come suo primo direttore.